# حمله حیدری

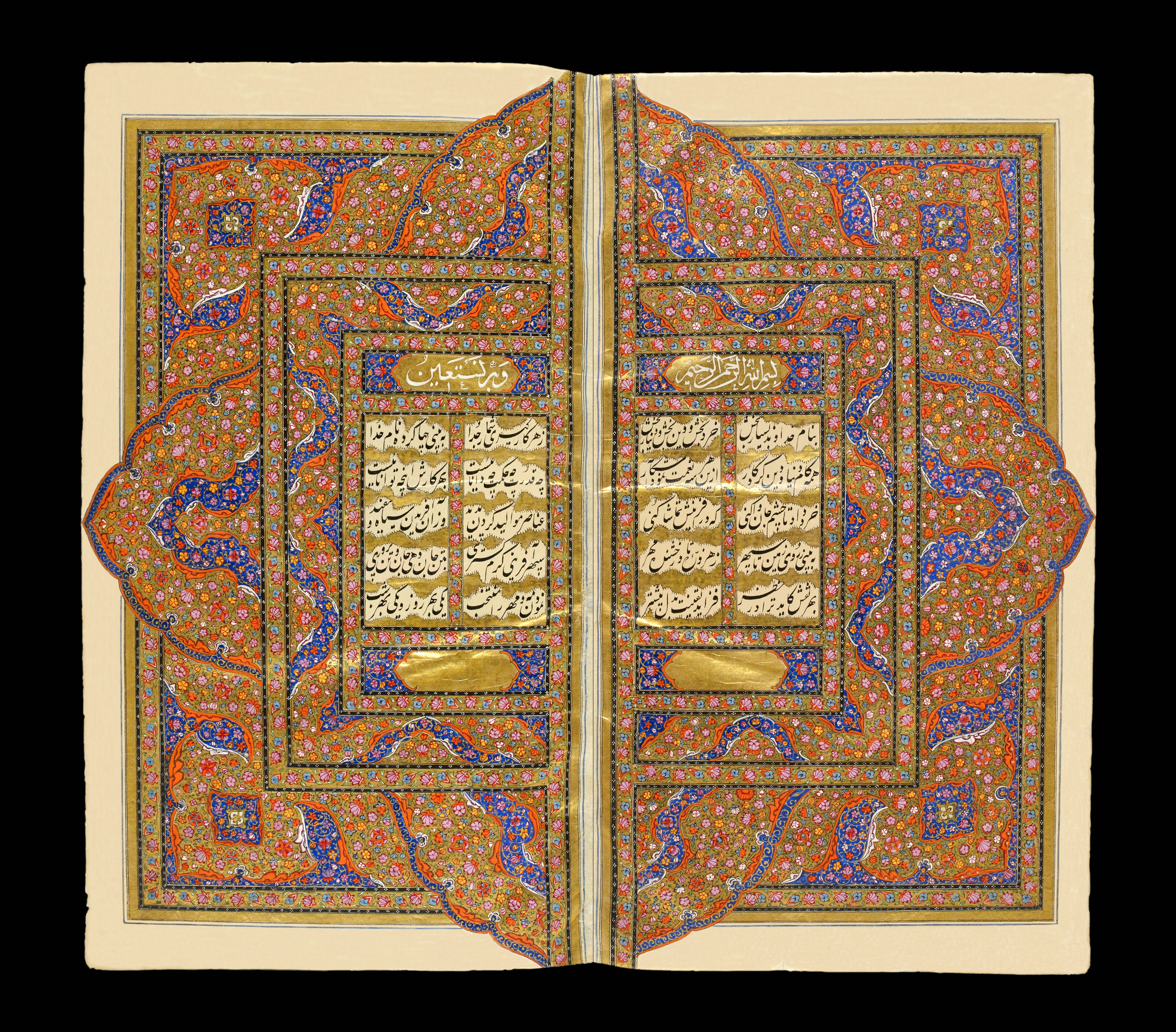
دو صفحه نخست حماسه‌سروده حمله حیدری با مطلع: به نام خدواند بسیار بخش خردبخش و دین بخش و دینار بخش

حملهٔ حیدری از مشهورترین حماسه‌سروده‌های مصنوع ادبیات پارسی اثر باذل مشهدی (درگذشته ۱۱۲۳ قمری در دهلی) است. وی در سروده‌های خود به شرح جنگ‌های محمد بن عبدالله و علی بن ابی‌طالب تا قتل علی پرداخته‌است.
گفته می‌شود که راجی کرمانی ادامهٔ آن یا کتاب دیگری به همین نام را سروده‌است. به‌عقیدهٔ علی‌اکبر ولایتی برخی دیگر از شعرا نیز در تکمیل حملهٔ حیدری یا به‌تقلید از آن اشعاری سروده‌اند.
وی افراد زیر را از دیگر سرایندگان حملهٔ حیدری می‌داند:
1. میرزا ابوطالب فندرسکی معروف به ابوطالب اصفهانی از شاعران قرن دوازدهم که در حقیقت ادامه و مکمل کار باذل مشهدی بود.
2. تکمله حمله حیدری. شاعری به نام نجف با سرودن اشعاری در همین زمینه، دو بخش باذل مشهدی و ابوطالب فندرسکی را بهم وصل کرد و این ۳ بخش یکی شد، ابتدا در هند و سپس ایران به چاپ رسید.
3. حمله حیدری اثر میرزا آزاد کشمیری متوفی به سال ۱۱۳۴
4. حمله حیدری اثر صبا در عصر ناصر الدین شاه قاجار، شاعری به نام میرزا آقا مصطفی افتخار العلماء متخلص به صبا دنباله اثر باذل را از خلافت علی تا پایان جنگ نهروان ادامه داد.
5. حمله حیدری اثر مهدی علی خان عاشق هندی شامل غزوات علی

## جنگ علی و عمرو
در قسمتی از این حماسه، شاعر به توصیف جنگ علی و عمرو بن عبدود پرداخته‌است. شاعر این شعر را تحت تأثیر حماسهٔ ملی سروده و در آن به‌وفور از شیوه و روش شاهنامه استفاده کرده‌است.
| دلیران میدان گشوده نظر      |  | که بر کینه اول که بندد کمر     |
| که ناگاه عمرو آن سپهر نبرد  |  | برانگیخت ابرش برافشاند گرد     |
| چو آن آهنین‌کوه آمد به دشت   |  | همه رزمگه کوه فولاد گشت        |
| بیامد به دشت و نفس کرد راست |  | پس آنگاه باستاد همرزم خواست    |
| حبیب خدای جهان‌آفرین         |  | نگه کرد بر روی مردان دین       |
| همه برده سر در گریبان فرو   |  | نشد هیچ‌کس را هوس، رزم او       |
| به جز بازوی دین و شیر خدا   |  | که شد طالب رزم آن اژدها        |
| بر مصطفی بهر رخصت دوید      |  | از او خواست دستوری اما ندید    |
| به سوی هژبر ژیان کرد رو     |  | به پیشش برآمد شه جنگجو         |
| دویدند از کین دل سوی هم     |  | در صلح بستند بر روی هم         |
| فلک باخت از سهم آن جنگ رنگ  |  | بود سهمگین جنگ شیر و پلنگ      |
| نخست آن سیه‌روز و برگشته‌بخت  |  | برافراخت بازو چو شاخ درخت      |
| سپر بر سر آورد شیر اله      |  | علم کرد شمشیر آن اژدها         |
| بیفشرد چون کوه پا بر زمین   |  | بخایید دندان به دندان کین      |
| چو ننمود رخ شاهد آرزو       |  | به هم حمله کردند باز از دو سو  |
| نهادند آوردگاهی چنان        |  | که کم دیده باشد زمین و زمان    |
| ز بس گرد از آن رزمگه بردمید |  | تن هر دو شد از نظر ناپدید      |
| زره لخت‌لخت و قبا چاک‌چاک     |  | سر و روی مردان پر از گرد و خاک |
| چنین آن دو ماهر در آداب ضرب |  | ز هم رد نمودند هفتاد حرب       |
| شجاع غضنفر وصی نبی          |  | نهنگ یم قدرت حق، علی           |
| چنان دید بر روی دشمن ز خشم  |  | که شد ساخته کارش از زهر چشم    |
| برافراخت پس دست خیبرگشا     |  | پی سر بریدن بیفشرد پا          |
| به نام خدای جهان‌آفرین       |  | بینداخت شمشیر را شاه دین       |
| چو شیر خدا راند بر خصم، تیغ |  | به سر کوفت شیطان دو دست دریغ   |
| پرید از رخ کفر در هند رنگ   |  | تپیدند بتخانه‌ها در فرنگ        |
| غضنفر بزد تیغ بر گردنش      |  | درآورد از پای، بی‌سر تنش        |
| دم تیغ بر گردنش چون رسید    |  | سر عمرو صد گام از تن پرید      |
| چو غلتید در خاک آن ژنده‌فیل  |  | بزد بوسه بر دست او جبرئیل      |